# Jonathan Hendrickx
Jonathan Kevin Hendrickx (Court-Saint-Étienne, 25 december 1993) is een Belgisch voetballer die doorgaans speelt als rechtsback. In juli 2025 verruilde hij Union Tubize-Braine voor Union Rochefortoise. Hij is een broer van voetballer Gaëtan Hendrickx.

## Clubcarrière
Hendrickx voltooide de jeugdopleiding van Standard Luik, maar toen in de zomer van 2012 zijn contract afliep bij de Belgische club, besloot de verdediger in te gaan op een contractaanbod van Fortuna Sittard. Bij die club speelde hij voor het eerst mee op 17 augustus 2012 tegen SC Cambuur. De Friezen wonnen met 2–0 door treffers van Mart Dijkstra en Michiel Hemmen. In dit duel begon Hendrickx in de basisopstelling en van coach Wil Boessen mocht hij de volledige negentig minuten meespelen. Na twee jaar verliep zijn verbintenis en hierop stapte hij over naar FH Hafnarfjörður. Gedurende drie jaar was hij een belangrijke speler voor FH en hij speelde bijna vijftig competitiewedstrijden.
In de zomer van 2017 stapte Hendrickx over naar Leixões, waar hij voor één jaar tekende. Op 15 november 2017 werd zijn contract ontbonden. Hierop vertrok hij naar Breiðablik. In de zomer van 2019 keerde Hendrickx terug naar België, waar hij voor twee jaar tekende bij Lommel SK. Na een half seizoen bij KA Akureyri en een jaar bij Lierse Kempenzonen tekende Hendrickx in de zomer van 2022 voor URSL Visé. Een jaar later werd Union Tubize-Braine zijn nieuwe club. In 2025 nam Union Rochefortoise hem over.